# Darko Brašanac
Darko Brašanac (in serbo Дарко Брашанац?; Čajetina, 12 febbraio 1992) è un calciatore serbo, centrocampista svincolato.

## Carriera

### Club
Debutta in Champions League l'8 dicembre 2010, nella partita Arsenal-Partizan (terminata 3-1).

## Palmarès

### Club

#### Competizioni nazionali
- Campionato serbo: 4

Partizan: 2010-2011, 2011-2012, 2012-2013, 2014-2015
- Coppa di Serbia: 2

Partizan: 2010-2011, 2015-2016